# 5415 Lyanzuridi
5415 Lyanzuridi este un asteroid din centura principală de asteroizi.

## Descriere
5415 Lyanzuridi este un asteroid din centura principală de asteroizi. A fost descoperit pe 3 octombrie 1978 la Observatorul de Astrofizică din Crimeea de Nikolai Cernîh. El prezintă o orbită caracterizată de o semiaxă mare de 2,27 ua, o excentricitate de 0,12 și o înclinație de 4,3° în raport cu ecliptica.